# Sankt Laurentii Kirke (Falkenberg)
 For alternative betydninger, se Sankt Laurentii Kirke. (Se også artikler, som begynder med Sankt Laurentii Kirke)
Sankt Laurentii Kirke, også Falkenbergs gamle kirke, er en kirkebygning i Falkenberg. Det tilhører Falkenberg sogn i Göteborgs Stift. Kirken blev sandsynligvis bygget i det 14. århundrede.
56°54′04″N 12°29′39″Ø / 56.9011°N 12.4942°Ø